# Projektportfoliomanagement
Dieser Artikel wurde aufgrund inhaltlicher und/oder formaler Mängel auf der Qualitätssicherungsseite des Portals Wirtschaft eingetragen. 
Du kannst helfen, indem du die dort genannten Mängel beseitigst oder dich an der Diskussion beteiligst.
Das Projektportfoliomanagement umfasst die Analyse und übergeordnete Führung eines Projektportfolios anhand der Schlüsseleigenschaften der Projekte. Das Ziel des Projektportfoliomanagements ist es, die optimale Mischung der Projekte innerhalb der gegebenen Bedingungen (wie Kundenanliegen, strategische Ziele oder verfügbare Ressourcen) zu finden, welche den größten Beitrag zur Erfüllung der Ziele der Organisation leisten kann.
Wesentliches Ziel des Projektportfoliomanagements ist es, die richtigen Projekte zu finden bzw. auszuwählen. Diese Projekte bilden dann das Projektportfolio. Somit zielt das Projektportfoliomanagement vor allem auf eine höhere Effektivität der Projektwirtschaft, während beim Projektmanagement im Allgemeinen vor allem die effiziente Umsetzung von Projekten im Vordergrund steht.

## Definitionen
- ISO 21504: Ein Projekt- und Programmportfolio ist die „Summe der [Projekt- und Programm-]Portfoliokomponenten, die zusammengefasst werden, um ihr Management im Hinblick auf die vollständige oder teilweise Erreichung der strategischen Ziele einer Organisation zu erleichtern“[1]
- DIN 69909: Ein Projektportfolio ist die „Zusammenfassung von Projekten und Programmen in einem abgegrenzten Verantwortungsbereich zum Zwecke einer permanenten übergeordneten Planung und Steuerung.“
- PRINCE2: Ein Portfolio ist „Die Gesamtheit der Investitionen einer Organisation (oder eines Teils davon) in die zur Erreichung der strategischen Ziele notwendigen Veränderungen.“[2]
- IPMA ICB 4.0: „Ein Portfolio besteht aus Projekten und/oder Programmen, die nicht zwingend miteinander in Beziehung stehen, jedoch zusammengeführt werden, um die Ressourcen der Organisation optimal zu nutzen und die strategischen Ziele der Organisation bei gleichzeitiger Minimierung des Portfolio-Risikos zu erreichen.“[3]
- PMBOK Guide: „Projekte, Programme, Unterportfolios und Betriebsabläufe, die zur Erreichung strategischer Ziele als Gruppe gemanagt werden.“[4]

Eine Definition des Projektportfoliomanagements liefert der Schweizer Fachautor Bruno Jenny:

„Das Projektportfoliomanagement führt alle Projekte einer Führungseinheit. Dazu gehören alle Aufgaben, welche für das Priorisieren, das Koordinieren, das Kontrollieren und das Unterstützen der anstehenden und laufenden Projekte und der notwendigen Ressourcen aus Projektportfolio-Sicht notwendig sind.“

Etwas allgemeiner betrachtet kann man unter Projektportfoliomanagement die permanente Planung, Priorisierung, übergreifende Steuerung und Überwachung aller Projekte einer Organisation oder eines abgeschlossenen Teilbereichs einer Organisation verstehen.
Zu den Aufgaben des Projektportfoliomanagements gehören
- die Definition von Projekten und Programmen zur Umsetzung der übergeordneten Organisationsziele,
- die Beurteilung von beantragten Projekten,
- die Bewilligung, Zurückstellung und Ablehnung von Projektanträgen,
- die laufende Überwachung von Projekten aus der Sicht der Auftraggeber,
- die Wahrnehmung übergreifender Projekt- und Qualitätsmanagementaufgaben sowie
- das projektübergreifende Informations- und Wissensmanagement.

## Abgrenzung
Während das Projektmanagement von Einzelprojekten oder Programmen (siehe Programmmanagement) mit dem Abschluss der Projekte endet (Lebenswegorientierung), handelt es sich beim Projektportfoliomanagement um eine permanente Aufgabe, die zyklisch wiederholt wird.

## Konsequenzen von Projektportfolios
Projekte innerhalb des Projektportfolios einer Organisation stehen oft untereinander im Wettbewerb um
- Aufmerksamkeit des Managements
- Verfügbarkeit von Ressourcen

## Vergleichende Projektauswahl in einem Projektportfolio

Nettobarwerte

Strategic Scoring

Mehrdimensionale Betrachtung

Verschiedene Verfahren werden – z. T. in Kombination – eingesetzt:
- Monetäre Verfahren: Projektvergleich anhand der Nettobarwerte (Net Present Values) der Projekte über einen vorgegebenen Zeitraum. Im Beispiel beträgt dieser Zeitraum vier Jahre, die Future Values (Zukunftswerte der Einnahmeerwartungen) werden mit dem Diskontsatz abgezinst um die im Vergleich verwendeten Barwerte (Present Values) zu ermitteln. Anstelle der Nettobarwerte kann auch Interner Zinsfuß verwendet werden.

- Strategische Bewertung: Eine andere Betrachtungsweise nutzt Strategic Scoring als strategische Bewertung der Projekte gemäß gewichteten Kriterien (Nutzwertanalyse).

- Mehrdimensionale Betrachtung: Häufig werden die Ergebnisse in Kombination betrachtet. Im Beispiel ist es für Project1, das weder strategisch noch finanziell attraktiv ist, am unwahrscheinlichsten, dass es ausgeführt wird. Project4 kostet zwar viel, ist aber strategisch interessant. Project5 ist zwar strategisch ohne Bedeutung, aber finanziell attraktiv. Project3 ist sowohl strategisch wie auch finanziell attraktiv.

## Weitere Aufgaben des Projektportfoliomanagements

### Verhinderung von Doppelarbeit
Vor allem in großen Organisationen mit vielen Teilorganisationen (z. B. Geschäftsbereichen) kann es vorkommen, dass Projekte mit vergleichbaren Zielen parallel durchgeführt werden, ohne dass die Portfoliomanager davon wissen.

### Vereinheitlichung von Projektmanagementverfahren
In vielen Organisationen stellt ein Project Management Office (PMO) sicher, dass die Projektmanager Einheitlichkeit entwickeln hinsichtlich
- Terminologie und Glossar
- Eingesetzte Methoden
- Formulare, Vorlagen, Werkzeuge
- Kommunikation und Berichtswesen
- weitere Elemente des Projektmanagements

## Nichtlineare Optimierung gegen einen Constraint (eine Beschränkung)

Beispiel Entscheidungsbaum

Verschiedene Faktoren können die Möglichkeiten einer Organisation einschränken, Projekte durchzuführen, z. B. Personal, Finanzmittel, technische Beschränkungen, oder auch das Bedürfnis, die Fähigkeit der Organisation, laufenden Wandel zu beherrschen, nicht zu überfordern.
Im Beispiel wird in einem Entscheidungsbaum eine Auswahl aus einer Liste von 7 potenziellen Projekten getroffen. Die Auswahl wird durch ein Budget von $10 Mio. begrenzt. Die Projektauswahl bleibt mit gesamten Kosten von $7,74 Mio. innerhalb dieser Beschränkung und bietet dabei den  höchstmöglichen Payoff von $2,71 Mio. Alle anderen Kombinationen von Projekten würden entweder einen niedrigeren Payoff erzeugen oder das Budget überschreiten.